# Roccapiemonte
Roccapiemonte község (comune) Olaszország Campania régiójában, Salerno megyében.

## Fekvése
A megye északnyugati részén fekszik. Határai: Castel San Giorgio, Cava de’ Tirreni, Mercato San Severino, Nocera Inferiore és Nocera Superiore.

## Története
Első említése a 12. századból származik. A 7. században a területén egy vár állt, amit a szaracénok a 9. században elpusztítottak. A következő századokban nemesi birtok volt. A 19. században nyerte el önállóságát, amikor a Nápolyi Királyságban felszámolták a feudalizmust.

## Népessége
A népesség számának alakulása:

## Főbb látnivalói
- Santa Maria di Loreto-szentély
- Santa Maria delle Grazie-templom
- Santa Maria del Ponte-templom
- San Pasquale-templom
- San Giovanni Battista-templom